# مارتن هنريكس
مارتن هنريكس (بالدنماركية: Martin Henriques)‏ هو شخصية أعمال دنماركي، ولد في 26 ديسمبر 1825 في كوبنهاغن في الدنمارك، وتوفي في 26 يونيو 1912 في Klampenborg ‏ في الدنمارك.